# Отечество (1909)
Вижте пояснителната страница за други значения на Отечество.
„Отечество“ е български вестник, излизал в Солун, Османската империя, в 1909 година.

## История
Вестникът е редактиран от Евтим Спространов и е орган на Съюза на българските конституционни клубове.
Излиза три пъти в седмицата (вторник, четвъртък и събота) и се печата в печатницата на Коне Самарджиев и Карабелев. Критикува политиката на младотурците. По време на контрапреврата срещу младотурците излиза с притурка почти всеки ден. От септември 1909 година директор-стопанин е Тома Карайовов, а от брой 60 отговорен редактор е Илия Мончев. В редакцията участват и Данаил Крапчев и Матей Геров. Излизат и няколко броя на френски под името „Патри“ (La Patrie) и на турски под името „Ватан“ (Vatan) с по-главните програмни статии.
| Годишнина | Броеве | Дата                                |
| --------- | ------ | ----------------------------------- |
| I         | 1 – 87 | 21 февруари 1909 – 29 декември 1909 |

„Отечество“ стои на български националистически позиции. Като задача си поставя „да изнася легалните становища на българското население под турска власт“. Критикува младотурското управление и полемизира с промладотурски настроения орган на Народната федеративна партия (българска секция) „Народна воля“. В 43 брой от 18 юли 1909 година в статия посветена на Илинденско-Преображенското въстание се казва:
| „ | Десети юли [хуриет], това е епилог на Илинден; Илинден, това е най-тържественият акт на величествената македонска революционна драма. Без Илинден не би имало 10 юли. Последната дата е общоосманска. Илинден е наш, на българите. | “ |

Вестникът защитава правата на българското население и иска оземляване на чифлигарите и организиране на анкета за състоянието им. Противопоставя се на младотурската политика на заселване на мухаджири и назначаване на меарифски учители в Македония. Инициира създаването на фонд за построяване на българска болница в Солун.
Вестникът е спрян на 22 декември след забраната на Съюза на българските конституционни клубове през ноември 1909 година по силата на член 4 от Закона за сдруженията в Османската империя. Общо излизат 87 броя. Заместен е през септември 1910 година от вестник „Право“.